# Fortaleza Esporte Clube
El Fortaleza Esporte Clube és un club poliesportiu destacat en futbol, brasiler de la ciutat de Fortaleza a l'estat de Ceará. L'equip va ser fundat el 18 d'octubre de 1918 amb el nom de Fortaleza Sporting Club. A més del futbol, el Fortaleza disposa de seccions de futbol sala, handbol i basquetbol. Els seus colors són el vermell, blau i blanc. La seu del Fortaleza és l'estadi Alcides Santos amb capacitat per a 5.100 persones, però l'equip només juga a l'Castelão amb capacitat per uns 58.300 espectadors i a l'estadi Presidente Vargas amb 22.228 espectadors.

## Futbolistes destacats
En el partit amistós per celebrar el títol estatal el 1967 a l'Estadi President Vargas contra Fluminense el dia 28 de gener de 1968, Garrincha va vestir el número de la samarreta tricolor durant 45 minuts, fet que es guardà a la memòria del 3.399 seguidors del club. El Fortaleza vencé per 1 a 0.
| - Adílton - Amilton Melo - Bececê - Beijoca - Bosco - Celso Gavião - Chinesinho - Clodoaldo - Croinha | - Cícero Capacete - Daniel Frasson - Dude - Eliézer - Erandir - Frank - França - Geraldino Saravá - Juracy | - Louro - Luisinho das Arábias - Lulinha - Lúcio - Mirandinha - Mozart Gomes - Moésio Gomes - Pedro Basílio - Rinaldo | - Ronaldo Angelim - Sandro Preigschadt - Sapenha - Sílvio - Tangerina - Zé Raimundo - Marinho Chagas |

## Palmarès de futbol
- 1 Copa Norte-Nordeste: 1970
- 1 Copa Cidade de Natal: 1946
- 39 Campionat cearense: 1920, 1921, 1923, 1924, 1926, 1927, 1928, 1933,1934, 1937, 1938, 1946, 1947, 1949, 1953, 1954, 1959, 1960, 1964, 1965, 1967, 1969, 1973, 1974, 1982, 1983, 1985, 1987, 1991, 1992, 2000, 2001, 2003, 2004, 2005, 2007, 2008, 2009, 2010
- 12 Torneig d'Inici del campionat cearense: 1925, 1927, 1928, 1933, 1935, 1948, 1960, 1961, 1962, 1964, 1965, 1977

## Handbol
L'handbol és un dels equips tradicionals al nord-est, els trens a l'Institut Federal d'Educació, Ciència i Tecnologia de l'Estat, en l'atleta de 2008, de la bandera tricolor Emanuele conquerir el món pel brasiler de l'equip nacional d'handbol.
Guanyar diversos títols estatals, regionals i nacionals, fins i tot, en què el club el 2001 guanyant la medalla d'or en el Primer Campionat Brasiler de Clubs d'Adults de la Dona de la Divisió celebrada a Aracaju.

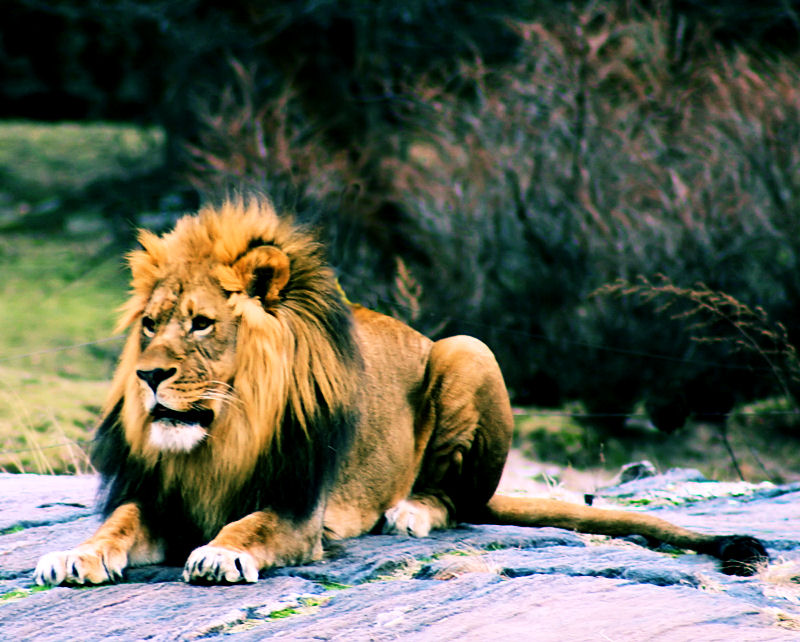
mascota de Lleó de la Fortaleza Esporte Clube

- Campionat Brasileiro clubs de les dones adultes de Primera Divisió: 2001
- Copa Paraíba IV Campió Femella: 2003
- Esquadrons de la Dona Campió: 2001, 2002, 2003, 2004, 2005
- Copa Paraíba IV Campió Femella: 2003
- Campina Grande Copa d'Handbol Adults: 2009 i 2002
- Campina Grande Copa Junior d'Handbol: 2008
- Fortalesa de la Copa: 2008.2009
- Esquadrons de Campió Femella: 2008
- Lliga de Campions: 2008
- Campió coberta Esquadrons Home Inter: 2003 i 2005
- Esquadrons de Campió Inter Home coberta: 2001, 2002 i 2003
- XI Copa Campió d'Handbol Masculí Fort: 2001
- Campió de la Copa d'Handbol Masculí de Nadal: 2001
- 8 tassa Mossoró Handbol Masculí: 2002
- Campió del Torneig Internacional de la Guaiana francesa Home: 2002
- Campió del Torneig Dona Guaiana Francesa: 2002
- Home Inter Campió: 2001 i 2002
- Fortalesa de la Dona de la Copa: 2001 i 2002
- Nord-est Dona Copa: 2001
- Home de Nadal de la Copa: 2001
- Tassa Mossoró Home: 2002